# Roger Martí
Roger Martí (Torrent, 1991. január 3. –) spanyol labdarúgó, a Cádiz csatárja kölcsönben az Elche csapatától.

## Pályafutása
Martí a spanyolországi Torrent városában született. Az ifjúsági pályafutását a Valencia akadémiájánál kezdte.
2009-ben mutatkozott be a Valencia tartalékkeretében. 2011-ben a Burjassotnál szerepelt kölcsönben. 2011-ben az első osztályban szereplő Levantéhez igazolt. 2013 és 2016 között a Real Zaragoza és a Real Valladolid csapatát erősítette kölcsönben. 2022. augusztus 4-én négyéves szerződést kötött az Elche együttesével. A 2022–23-as szezon második felében a Cádiznál játszott szintén kölcsönben. Először a 2023. január 28-ai, Mallorca ellen 2–0-ra megnyert mérkőzés 78. percében, Álvaro Negredo cseréjeként lépett pályára. Első gólját 2023. március 18-án, az Almería ellen idegenben 1–1-es döntetlennel zárult találkozón szerezte meg.

## Statisztikák
2023. április 9. szerint
| Klub                         | Szezon   | Osztály          | Bajnokság | Bajnokság | Kupa és Ligakupa | Kupa és Ligakupa | Nemzetközi | Nemzetközi | Összesen | Összesen |
| Klub                         | Szezon   | Osztály          | Meccs     | Gól       | Meccs            | Gól              | Meccs      | Gól        | Meccs    | Gól      |
| ---------------------------- | -------- | ---------------- | --------- | --------- | ---------------- | ---------------- | ---------- | ---------- | -------- | -------- |
| Levante                      | 2011–12  | La Liga          | 2         | 0         | 0                | 0                | —          | —          | 2        | 0        |
| Levante                      | 2012–13  | La Liga          | 15        | 1         | 1                | 1                | —          | —          | 16       | 2        |
| Levante                      | 2015–16  | La Liga          | 16        | 0         | 2                | 1                | —          | —          | 18       | 1        |
| Levante                      | 2016–17  | Segunda División | 37        | 22        | 1                | 1                | —          | —          | 38       | 23       |
| Levante                      | 2017–18  | La Liga          | 17        | 3         | 0                | 0                | —          | —          | 17       | 3        |
| Levante                      | 2018–19  | La Liga          | 31        | 13        | 0                | 0                | —          | —          | 31       | 13       |
| Levante                      | 2019–20  | La Liga          | 36        | 11        | 2                | 0                | —          | —          | 38       | 11       |
| Levante                      | 2020–21  | La Liga          | 33        | 12        | 5                | 2                | —          | —          | 38       | 14       |
| Levante                      | 2021–22  | La Liga          | 29        | 7         | 1                | 0                | —          | —          | 30       | 7        |
| Levante                      | Összesen | Összesen         | 216       | 69        | 12               | 5                | 0          | 0          | 228      | 74       |
| Real Zaragoza (kölcsönben)   | 2013–14  | Segunda División | 36        | 12        | 0                | 0                | —          | —          | 36       | 12       |
| Real Valladolid (kölcsönben) | 2014–15  | Segunda División | 18        | 6         | 1                | 0                | —          | —          | 19       | 6        |
| Real Valladolid (kölcsönben) | 2015–16  | Segunda División | 19        | 8         | 0                | 0                | —          | —          | 19       | 8        |
| Real Valladolid (kölcsönben) | Összesen | Összesen         | 37        | 14        | 1                | 0                | 0          | 0          | 38       | 14       |
| Elche                        | 2022–23  | La Liga          | 12        | 0         | 3                | 2                | —          | —          | 15       | 2        |
| Cádiz (kölcsönben)           | 2022–23  | La Liga          | 9         | 1         | 0                | 0                | —          | —          | 9        | 1        |
| Összesen                     | Összesen | Összesen         | 310       | 96        | 16               | 7                | 0          | 0          | 326      | 103      |

## Sikerei, díjai
Levante
- Segunda División
  - Feljutó (1): 2016–17